# Dolby Virtual Speaker
Dolby Virtual Speaker ist eine von der US-amerikanischen Firma Dolby entwickelte Technik, die ähnlich wie Dolby Headphone bei Kopfhörern versucht, den Höreindruck einer 5.1-Raumklang-Anlage über ein gewöhnliches Lautsprecher-Boxenpaar zu simulieren. Es stellt somit eine technisch vereinfachte Form des Dolby-Digital-Raumklangs dar.
Mit einer speziellen Elektronik (Virtualizer) ist es möglich einen räumlichen Klang mit nur zwei Lautsprechern zu simulieren. Die nur zwei "Front-Lautsprecher" übernehmen die Klangsystematik der „Rear-Lautsprecher“" und der „Center Box“. Dabei simulieren sie aber auch die Klangeffekte der restlichen Boxen. Um den Raumklang zu simulieren wird das Stereo-Bild frequenzabhängig aufgeweitet. Unter Umständen können Zimmerwände diesen simulierten Raumklang verstärken.

## Vorteile
- Geringere Kosten gegenüber einem Dolby-Digital-Raumklang-System
- Leichterer Aufbau
- Platzsparend, da kompakt

## Nachteile
- Der Hörbereich wird auf 1/3 eingeschränkt.
- Trotz eines subjektiven Raumklanges können Geräusche, die von „hinten“ kommen, nicht wirklich geortet werden bzw. werden an ganz anderer Stelle wahrgenommen, als ursprünglich vorgesehen.
- Die Raumklang-Eigenschaften sind bei einem 2.1-System (Virtual Dolby Digital) trotz aller technischer Tricks nicht so gut, wie bei einem echten 5.1-System (Dolby Digital).

## Anwendung
Dolby Virtual Speaker wird bei Fernsehern, Notebook-PCs, zunehmend auch bei kompakten Raumklang-Receivern verwendet, um platzsparend relativ hochwertigen Raumklang zu erzeugen.